# Petals for Armor: Self-Serenades
Petals for Armor: Self-Serenades es el tercer EP de la cantante estadounidense Hayley Williams, vocalista de la banda Paramore. Se lanzó el 18 de diciembre de 2020. Contiene versiones acústicas de dos canciones de su álbum debut Petals for Armor y una nueva canción.

## Antecedentes
El EP fue completamente una grabación casera en una grabadora de 4 pistas. Williams tocó sola en el EP, con ella cantando junto a una guitarra acústica. Williams cita «Find Me Here» como una de sus canciones favoritas que escribió en 2020.

## Lista de canciones
| N.º | Título                   | Escritor(es)                              | Duración |  |
| 1.  | «Simmer» (acústica)      | Hayley Williams, Joey Howard, Taylor York | 5:35     |  |
| 2.  | «Why We Ever» (acústica) | Williams, Micah Tawlks                    | 3:40     |  |
| 3.  | «Find Me Here»           | Williams                                  | 1:49     |  |

## Créditos y personal
Créditos adaptados de las notas del álbum.
Músicos
- Hayley Williams – artista principal, voz, guitarra acústica

Additional personnel
- Daniel James – producción, mezcla, ingeniería
- Dave Cooley – masterización